# Consiglieri della XXVI legislatura della Repubblica di San Marino

## Composizione del Consiglio Grande e Generale
Segue la composizione del Consiglio Grande e Generale uscita dalle urne alle consultazioni politiche della Repubblica di San Marino svoltesi nel giugno 2006
Note Bene:
La lista degli eletti è in ordine di partito da Sx (in rosso) a Dx (azzurro) e per numero di voti dei rispettivi candidati, Noi sammarinesi  in quanto lista civica è stata raffigurata con il colore giallo.
| Partito                                       | Seggi | Consiglieri eletti direttamente | Voti                                                                                 |
| --------------------------------------------- | ----- | --- | ------------------------------------------------------------------------------------ |
| Sinistra Unita                                | 5     | Francesca Michelotti Ivan Foschi Vanessa Muratori Alessandro Rossi Enzo Colombini | 504 465 296 257 228                                                                  |
| Nuovo Partito Socialista                      | 3     | Augusto Casali Paolo Bollini Maurizio Rattini | 419 301 253                                                                          |
| Partito dei Socialisti e dei Democratici      | 20    | Paride Andreoli Fiorenzo Stolfi Fabio Berardi Giuseppe Maria Morganti Germano De Biagi Alberto Cecchetti Marino Riccardi Simone Celli Roberto Raschi Denise Bronzetti Giovanni Giannoni Mauro Chiaruzzi Nadia Ottaviani Alvaro Selva Alessandro Mancini Iro Belluzzi Antonello Bacciocchi Mirco Tomassoni Gian Carlo Capicchioni Stefano Macina                                                    | 1520 1157 859 774 728 727 515 514 501 486 458 440 438 428 422 394 391 343 322 298    |
| Alleanza Popolare dei Democratici Sammarinesi | 7     | Valeria Ciavatta Tito Masi Roberto Giorgetti Fernando Bindi Alberto Selva Renzo Bonelli Mario Lazzaro Venturini | 718 561 424 398 323 313 293                                                          |
| Noi Sammarinesi                               | 1     | Marco Arzilli | 314                                                                                  |
| Partito Democratico Cristiano Sammarinese     | 21    | Gian Carlo Venturini Giovanni Lonfernini Pier Marino Mularoni Pier Marino Menicucci Gabriele Gatti Claudio Podeschi Rosa Zafferani Pasquale Valentini S.E. Loris Francini Clelio Galassi Nicola Selva S.E. Gian Franco Terenzi Claudio Muccioli Marco Gatti Federico Bartoletti Marco Conti Ernesto Benedettini Oscar Mina Giovanni Francesco Ugolini Gian Marco Marcucci Cesare Antonio Gasperoni | 1263 929 913 850 847 716 648 585 472 468 454 440 437 404 399 388 379 359 356 344 335 |
| Popolari Sammarinesi                          | 1     | Romeo Morri | 323                                                                                  |
| Sammarinesi per la Libertà                    | 1     | Monica Bollini | 267                                                                                  |
| Alleanza Nazionale Sammarinese                | 1     | Glauco Sansovini | 213                                                                                  |

## Consiglieri subentrati
Elenco dei  Consiglieri subentrati il 31 luglio 2007 in luogo di quelli nominati Segretari di Stato.
| Partito                                       | Consiglieri subentrati                                                                                           | Voti                    |
| --------------------------------------------- | --- | ----------------------- |
| Partito dei Socialisti e dei Democratici      | Claudio Felici Pietro Faetanini Guerrino Zanotti Antonio Carattoni Massimo Roberto Rossini Federico Pedini Amati | 283 258 247 240 230 228 |
| Alleanza Popolare dei Democratici Sammarinesi | Assunta Meloni Stefano Palmieri                                                                                  | 271 190                 |
| Sinistra Unita                                | Assunta Meloni Stefano Palmieri                                                                                  | 191 133                 |